# RBY Mk.1
RBY Mk.1 (также известна как «Раби» или «Рехев Бен Яаков», ивр. רכב סיור משוריין רב"י‎) — израильская боевая разведывательная машина, лёгкая по массе.
Машина была разработана в 1975 году IAI Ramta и начала производиться в том же году на производственных мощностях разработчика. Производилась в малых количествах для внутреннего использования и на экспорт вплоть до 1979 года, когда была заменена на производстве более совершенной БРМ RAM. В 1995 году была снята с вооружения ЦАХАЛ, где заменена современной бронемашиной RAM 2000 и бронированной версией вездехода HMMWV, однако по-прежнему используется и модифицируется армиями других государств-операторов.

## Модификации
- RBY Mk.1 Anti-Tank — модификация машины, c установленным 106-мм безоткатным орудием M40 (боекомплект орудия — 16 снарядов). Также предусматривалась возможность установки на бронемашину пусковой установки ПТУРС американского производства (вместо M40)[1].
- Разведывательная машина RBY Mk.1 — с установленной РЛС разведки воздушных целей EL/M 2106[2].

## На вооружении
- Израиль — 5, сняты с вооружения
- Венесуэла — в 1970-е годы, несколько машин поставлено для подразделений охраны аэродромов (Comando de la Defensa Aérea)[3]
- Гватемала — 9
- Гондурас — 13
- Лесото — 10

## Галерея
- Вид спереди
- Вид с правого борта
- Вид сзади